# Antas (Esposende)
Pour les articles homonymes, voir Antas.
Antas est une localité portugaise, paroisse civile (en portugais, freguesia) de la municipalité d’Esposende, dans le district de Braga. Cette paroisse couvre une superficie de 9,07 km² et compte 2 178 habitants (recensement de 2021).
C’est un village bordé à la fois par la mer et par un fleuve, et doté d’une vaste zone forestière. Le fleuve Neiva, qui longe les limites nord de la paroisse, constitue la frontière entre le district de Viana do Castelo et celui de Braga. Il se jette dans l'Atlantique, au niveau de l'estuaire du Neiva (en portugais, foz do Neiva) et marque le début du Paysage Protégé du Littoral d’Esposende et du Parc Naturel du Littoral Nord.
Les principales voies d’accès sont la N13 (reliant Porto à Viana do Castelo, coupant Antas en deux) et l’autoroute A28. 
La paroisse bénéficie d’un grand tissu associatif, avec plusieurs associations telles que l'orchestre philharmonique d'Antas, le groupe de percussions « Os Zés Pereiras », le club de football d’Antas, l’Association pour la protection de l’environnement du fleuve Neiva ou encore le groupe de chasse et de pêche d’Antas.
Antas dispose également d’une petite zone industrielle (à la sortie 20 de l'A28) regroupant plusieurs entreprises d’importance régionale ; mais aussi la célèbre Quinta da Malafaia : une immense salle de banquets connue pour ses arraiais minhotos, ces fêtes populaires typiques du Minho. C’est un lieu emblématique où se mêlent gastronomie locale, musique traditionnelle et danses folkloriques dans un décor rustique rappelant les fermes et maisons seigneuriales portugaises.
Le saint patron d'Antas est Saint-Paio (Saint-Pélage), dont la fête est célébrée tous les 26 juin. Peu après, le premier week-end de juillet, a lieu la fête de Notre-Dame des Victoires. Enfin, le premier week-end de septembre est consacré à la fête de Sainte-Tecla (Sainte-Thècle).

## Géographie
Antas se trouve sur la rive sud du Neiva. Le fleuve fait office de frontière naturelle avec la localité de Castelo do Neiva et le district de Viana do Castelo. Il se jette dans l'Océan Atlantique à l'ouest d'Antas.
Le Parc Naturel du Littoral Nord (en portugais : Parque Natural do Litoral Norte) se trouve en partie sur le territoire de la paroisse. Il s'étend sur 16 km, de l'estuaire du Neiva à la localité d'Apúlia e Fão, et comprend les dunes les mieux préservées du Portugal ainsi que des récifs et des estuaires aux habitats à protéger.

## Démographie
Lors du recensement de 2021, Antas compte 2 178 habitants.
| Population d'Antas | Population d'Antas | Population d'Antas |
| Année              | Pop.               | ±%                 |
| ------------------ | ------------------ | ------------------ |
| 1864               | 872                | —                  |
| 1878               | 916                | +5.0%              |
| 1890               | 1 068              | +16.6%             |
| 1900               | 1 179              | +10.4%             |
| 1911               | 1 284              | +8.9%              |
| 1920               | 1 292              | +0.6%              |
| 1930               | 1 567              | +21.3%             |
| 1940               | 1 791              | +14.3%             |
| 1950               | 1 822              | +1.7%              |
| 1960               | 1 886              | +3.5%              |
| 1970               | 1 809              | −4.1%              |
| 1981               | 1 894              | +4.7%              |
| 1991               | 2 010              | +6.1%              |
| 2001               | 2 163              | +7.6%              |
| 2011               | 2 221              | +2.7%              |
| 2021               | 2 178              | −1.9%              |

## Patrimoine
- Menhir de São Paio de Antas – Classé par l’IGESPAR comme Bien d’Intérêt Public depuis 1992.
- Église paroissiale remarquable
- Chapelle de Notre-Dame des Remèdes (Capela de Nossa Senhora dos Remédios)
- Chapelle de Sainte-Tecla (Capela de Santa Tecla)
- Calvaire paroissial
- Moulins à eau du fleuve Neiva
- Chapelle de Notre-Dame du Rosaire (Capela de Nossa Senhora do Rosário)
- Maison de Belinho (la Casa de Belinho est une maison seigneuriale qui a vu grandir le poète António Correia de Oliveira : poète catholique et traditionaliste, chantre du Minho et de son univers rural, nommé pas moins de 15 fois pour le Prix Nobel de littérature entre 1933 et 1942)
- Castro (ou Cividade) de Belinho (site archéologique d’un ancien village fortifié)

- Buste du chef d’orchestre Manuel Rodrigues Laranjeira (dans l’aire de pique-nique de l’école d’Azevedo)
- Manuel Gonçalves Pereira (1806-1895), premier et jusqu'aujourd'hui unique Baron de Maracanã, commerçant portugais qui a reçu le grade de chevalier de l’Ordre impérial du Christ, puis celui de commandeur de ce même ordre, et qui était également dignitaire de l’Ordre impérial de la Rose est une des personnalités célèbres d'Antas.